# Highly Evolved
Albums de The Vines
Winning Days
(2004)
Singles
1. Highly Evolved
Sortie : 22 avril 2002
2. Get Free
Sortie : 17 juin 2002
3. Outtathaway!
Sortie : 18 novembre 2002
4. Homesick
Sortie : 12 mai 2003

Highly Evolved est le premier album studio du groupe de garage rock australien The Vines sorti le 14 juillet 2002 sur le label Capitol Records.

## Liste des chansons
Toute la musique est composée par Craig Nicholls, sauf 1969 qui voit Dave Olliffe participer.
| No  | Titre          | Durée |
| --- | -------------- | ----- |
| 1.  | Highly Evolved | 1:35  |
| 2.  | Autumn Shade   | 2:17  |
| 3.  | Outtathaway!   | 3:02  |
| 4.  | Sunshinin      | 2:43  |
| 5.  | Homesick       | 4:53  |
| 6.  | Get Free       | 1:59  |
| 7.  | Country Yard   | 3:46  |
| 8.  | Factory        | 3:12  |
| 9.  | In the Jungle  | 4:15  |
| 10. | Mary Jane      | 5:52  |
| 11. | Ain't No Room  | 3:28  |
| 12. | 1969           | 6:27  |